# Edgar Kail
Edgar Isaac Lewis Kail (Londra, 26 novembre 1900 – Skelmorlie, 17 gennaio 1976) è stato un calciatore inglese, di ruolo attaccante.

## Carriera

### Nazionale
Ha collezionato 3 presenze con la maglia della nazionale inglese.

## Palmarès

### Club

#### Competizioni nazionali
- Community Shield: 2

Dilettanti: 1925, 1926
- FA Amateur Cup: 3

Dulwich Hamlet: 1919-1920, 1931-1932, 1933-1934
- Isthmian League: 3

Dulwich Hamlet: 1919-1920, 1925-1926, 1932-1933